# Pak Ui-chun
Pak Ui-chun är en nordkoreansk politiker. Han var landets utrikesminister från 18 maj 2007 till 2014. Pak Ui-chun började sin utrikespolitiska karriär som sändebud i Kamerun 1972 och har sedan dess varit ambassadör i Algeriet, Syrien, Libanon och senast Ryssland.